# 鎌倉大草紙
鎌倉大草紙（日语：／ Kamakuraōzōshi）是記載以室町時代的鎌倉公方、古河公方為中心的關東地方歷史的歷史書、軍記物。內容包括康曆2年／天授6年（1380年）至文明11年（1479年）近百年間的歷史。別稱太平後記，有繼承『太平記』的意思。全3卷（亦有如『新編埼玉縣史』等，把上卷和下卷分作2份，合共全5卷的記述）。

## 概要
被推測是日本戰國時代初期的作品。其中，描寫從永享之亂至結城合戰的中卷與「結城戰場記」（「永享記」）幾乎一樣，因此被認為是在早期逸失，後來以其他書籍補寫的史書。作者不明，不過內容涉及與東常緣和齋藤妙椿的和歌問答、以及與在享德之亂後成為千葉氏嫡流的「下總千葉氏」有關的臼井城攻略戰，其中亦有擁護曾是千葉氏嫡流的「武藏千葉氏」的記載，因此被認為與支援武藏千葉氏並與下總千葉氏爭鬥的東常緣有一定關係。另外，在上、中卷和下卷一為止，全文都有讚美作為鎌倉公方足利氏忠實臣下的關東管領上杉氏的記述，而在有千葉氏相關記述的下卷二則沒有這種傾向，因此亦被推測從上卷至下卷一為止和下卷二的作者不同（菅原正子等）。
上卷從上杉憲春的屍諫開始，記述伊達政宗之亂、上杉禪秀之亂、小栗滿重之亂、甲斐武田氏的內紛；中卷記述永享之亂、結城合戰；下卷記述享德之亂，並以臼井城的攻防戰為終結。

## 外部連結
- 国立国会図書館デジタルコレクション - 鎌倉大草紙 （页面存档备份，存于）